# Christina Egelund
Christina Egelund (født 9. december 1977 i Hjørring) er en dansk erhvervskvinde og politiker. Siden 2022 har hun været uddannelses- og forskningsminister i Regeringen Mette Frederiksen II. Hun var folketingsmedlem for Liberal Alliance i 2015-19, valgt i Nordjyllands Storkreds og partiets gruppeformand i Folketinget 2018-19. Hun var også Liberal Alliances spidskandidat til Europa-Parlamentsvalget 2014. I 2019 meldte hun sig ud af dette parti. Efter at have deltaget i et mislykket forsøg på at skabe et nyt liberalt parti Fremad forlod hun aktiv politik, men vendte overraskende tilbage som en af Moderaternes ministre i SVM-regeringen, der blev dannet i december 2022.
Egelund er medejer af Jambo Feriepark ved Saltum i Nordjylland, hvor hun også har haft sit daglige arbejde. Derudover var hun 2013-15 medlem af VisitDenmarks bestyrelse.

## Politisk karriere
Som 13-årig meldte Egelund sig ind i Konservativ Ungdom, og var aktiv i organisationen gennem gymnasietiden samt formand for lokalforeningen i Hjørring. I 2010 blev Egelund medlem af Liberal Alliance og blev i 2013 valgt som partiets storkredsformand i Nordjyllands Storkreds.

### Europa-Parlamentsvalget 2014
Partiet valgte i 2014 Egelund som spidskandidat ved Europa-Parlamentsvalget 2014, men hun blev ikke valgt.
Christina Egelunds mærkesager til EP-Valget 2014 var at føre EU tilbage til det oprindelige EF med fokus på fred, frihed og frihandel.
I tråd med Liberal Alliances program gik hun ikke ind for euroen, en bankunion, finanspagt eller velfærdsydelser på tværs af grænser.
Under valgkampen til EP-Valget 2014 ønskede hun, at EU-borgere skulle gennem fem års optjening, før de kunne få danske velfærdsydelser som dagpenge og børnecheck.
Partiet betegner sig som det eneste parti til EP-valget, der var både borgerligt og EU-kritisk.
En undersøgelse viste, at hun var den mindst kendte blandt danske partiers spidskandidater til EP-Valget 2014. Kun 6% af de adspurgte kendte til hende,
og hun opnåede da heller ikke valg.

### Folketingsmedlem
Ved Folketingsvalget 2015 blev Egelund valgt i Nordjyllands Storkreds med 3.076 personlige stemmer. Efter LA's indtrædelse i regeringen i 2016 blev Egelund ny politisk ordfører. Fra 2018 til folketingsvalget i 2019 var hun desuden partiets gruppeformand i Folketinget.
Ved folketingsvalget 2019, hvor Liberal Allicance gik tilbage fra 13 til 4 mandater, fik Christina Egelund 2.029 personlige stemmer. Det svarede til 29 % af samtlige partiets stemmer i Nordjyllands Storkreds, men rakte ikke til at bevare mandatet.

### Fremad
Fire måneder efter, at hun var trådt ud af Folketinget, meldte hun sig ud af Liberal Alliance med den begrundelse, at den liberale strømning i partiet, som hun bekendte sig til, var under pres fra en konkurrerende national strømning. "Det er, som om at partiet invaderes af en stigende konservatisme - og så hører jeg ikke længere hjemme der", sagde hun til DR i forbindelse med sin udmeldelse. I november 2019 stiftede Christina Egelund sammen med Simon Emil Ammitzbøll-Bille partiet Fremad. Partiet ville bl.a. føre en fast men human udlændingepolitik, være engageret i EU-politikken og afskaffe retsforbeholdene. Egelund var det nye partis politiske ordfører og næstformand.
Den 8. oktober 2020 blev Fremad nedlagt, og Egelund forlod dansk politik.

### Moderaterne
Christina Egelund meldte sig siden ind i det nye parti Moderaterne, men afviste at stille op for partiet som folketingskandidat. Hun sagde imidlertid ja til et tilbud fra partiets formand Lars Løkke Rasmussen om at træde ind som uddannelses- og forskningsminister i den SVM-regering, der blev dannet 15. december 2022 efter folketingsvalget 2022.